# 成戸壽彦
成戸 壽彦（なると としひこ）は、日本の地方公務員、都市科学博士。東京都都市計画局長、東京都技監、ア！安全・快適街づくり理事長などを歴任した。

## 人物・経歴
東京都立大学工学部卒業。1998年東京都都市計画局長。1999年東京都技監。退任後、帝都高速度交通営団理事、東京都都市計画審議会委員、ア！安全・快適街づくり理事長などを務めた。2001年東京都立大学博士（都市科学）。2010年瑞宝小綬章受章。

## 編書
- 『都心活性化地図』（青山佾と共編）かんき出版 2000年